# Епископ горњокарловачки Лукијан (Мушицки)
Лукијан Мушицки (Темерин, 27. јануар 1777 — Карловац, 15. март 1837) био је српски владика и песник.

## Биографија
Рођен је као Лука Мушицки 27. јануара 1777. године у српском Темерину, у Бачкој жупанији, од оца Георгија и мајке Анастазије. Потиче од српске породице Читаковић која се доселила у Бачку из села Мушића у ваљевском крају.  И данас постоје Доњи и Горњи Мушић, по којима је породица добила име Мушићани. Највероватније је неки аустријски чиновник Словак, преиначио на верзију Мушицки. На пустари код Суботице су се настанили и иста је названа по њима. После се породица сели у Темерин. Основну школу је учио у Темерину, код учитеља Павла Миленовића, чувеног "краснописца". Српску школу је још једну годину похађао у Тителу, код тече, учитеља Стевана Поповића. Затим је у том месту још две године ишао у немачку граничарску школу. Гимназију је учио у Новом Саду и Сегедину (три разреда), а права и филозофију у Пешти. По завршеним студијама постаје администратор митрополијске канцеларије у Карловцима, наставник богословије и, пошто се закалуђерио новембра 1802., архимандрит манастира Шишатовца. Монашко име је добио од митрополита Стратимировића, по грчком филозофу Лукијану. Управљао је манастиром Шишатовац као архимандрит од 1812 - 1824. Ту је две године трпио неправду, док је био под управом простог и суровог калуђера, тако да је био без кошуље и обуће. Као веома даровитог, мрзели су га на митрополитском двору у Карловцима и хтели осрамотити, да је манастир упропастио. Примио се 1823. године администрације Горњо-карловачке епархије и предузео интензиван просветни рад, на унапређењу образовања свог народа. Од 1828. године па до смрти, био је владика Горњо-карловачки са седиштем прво у Плашком, а од 1829. године у Горњем Карловцу.
У Војној крајини су постојале школе на немачком, а он је отворио прве школе на српском језику у Плашком (Главну, 1824-1827), Шкарама, Зрмањи и Мутилићу. Као архимандрит основао је Богословску школу у Плашком 1824. године, у којој је и сам предавао науку. Пренео је исту као епископ Горњо-карловачки 1829. године у Карловац, а у Плашком на место ње 1831. године покренуо Припремну богословску школу. Мушицки "изведе из ње и посла у народ младе свештенике, утврђене у православљу и свесне Србе". Уредио је и да српска деца у граничарским немачким школама добију православни катихизис. Основао је при српској Препарандији у Карловцу фондацију са капиталом од 7.000 ф. Из које су годишње по две учитељске приправнице примале по 120 ф.
Од његове личне библиотеке кренула је 1837. године да се ствара Народна библиотека Србије.
Умро је као владика горњо-карловачки у свом дому, где и почива на српском гробљу у Карловцу, 18. марта 1837.

## Делатност
Мушицки је био један од најобразованијих писаца свога времена. Поред грчког и латинског, он зна неколико европских језика и познаје скоро све веће песнике античког и новог доба. Његови омиљени песници су: Фридрих Готлиб Клопшток, чувени немачки песник, писац „Месијаде“, Давид „псалмопјевац“ и нарочито Хорације, чију је поетику (Ars poetica) знао наизуст. Он од Хорација узима метричке облике, хвалбену и свечану речитост и први међу Србима почиње да ствара уметничку поезију у духу и руху псеудокласичне поезије европске. Он сам каже да подражава „Флаку“ и сматра као велики успех што може на српском језику певати по латинским метричким обрасцима.
Врло учен и образован књижевник, Мушицки покушава да архаични старословенски језик, који није имао књижевне традиције, прилагоди псеудокласичној дисциплини форме, у време када је та дисциплина преживела као и сам језик. Он је покушао да независно од народне песме створи нове ритмичке облике и дао је неколико виртуозних образаца, али је његов покушај пропао због одсуства талента и због архаичног језика.
Живећи у доба Вукове реформе језика и правописа, Мушицки се бавио и питањем језика. Он је за слово ј и уноси у српску азбуку слово ђ, изјашњава се за народни језик, али као црквени човек он је и за рускословенски:
Словенски, сербски језик — два су пута, К једној цели воде нас.
Он налази да рускословенски језик треба да остане језик цркве и науке, а народни за народ и популарну књижевност. Скупљао је сам етнолошку грађу и први подстакао Вука Караџића да је и овај скупља и објављује. Иако је волео и поштовао Вука, 1819. године га је јавно осуђивао зато што је у свој „Рјечник” унео више појмова из народног (по њему "свињарског") сексуалног живота. Критика је ишла на душу и царског цензора Копитара, који је то дозволио.
Лазар Томановић је у књизи Г. Руварац и Монтенегрина записао да је Мушицки 1821. године штампао оду Петру Првом у којој поред осталога пише: Идјеже јест независтност остала древнаја сербска царства... Черногорских Сербов... То је писано након што је митрополит Петар својом војском ослободио Боку и у Савини благословио савезничко оружје руско-црногорско, против Наполеона.

## Кнез српских песника
Он је написао четири књиге лирских песама родољубивог, моралног и дидактичког садржаја. Исте је објавио његов синовац Ђорђе Мушицки под насловом „Стихотворенија Лукијана Мушицког”. То је стихотвореније врло ученог и добронамерног родољуба и црквеног човека, али стихотворство лишено правог песничког заноса и лепоте. Он пева о карактеру, народољубљу, благонаравију и добродјетељи и даје моралне поуке младом нараштају. Његове програмске песме „Глас народољупца“ и „Глас харфе шишатовачке“ биле су чувене у своје доба и школска омладина их је знала наизуст. Та је његова поезија цењена у своје време због снажног и искреног родољубља и представља занимљив покушај уметничке версификације по угледу на латинске метричке облике и уједно као карактеристичан образац хладне и укочене „објективне лирике“.
Дописивао се са многим ученим људима свог времена, попут Копитара, Шафарика, Тургењева, Трлајића, Соларића, Стојковића, Магарашевића, Караџића и других. Одржавао је пријатељску везу са Михаилом Витковићем, српским песником из Пеште коме је Мушицки посветио и оду.